# Militaire School Nunziatella

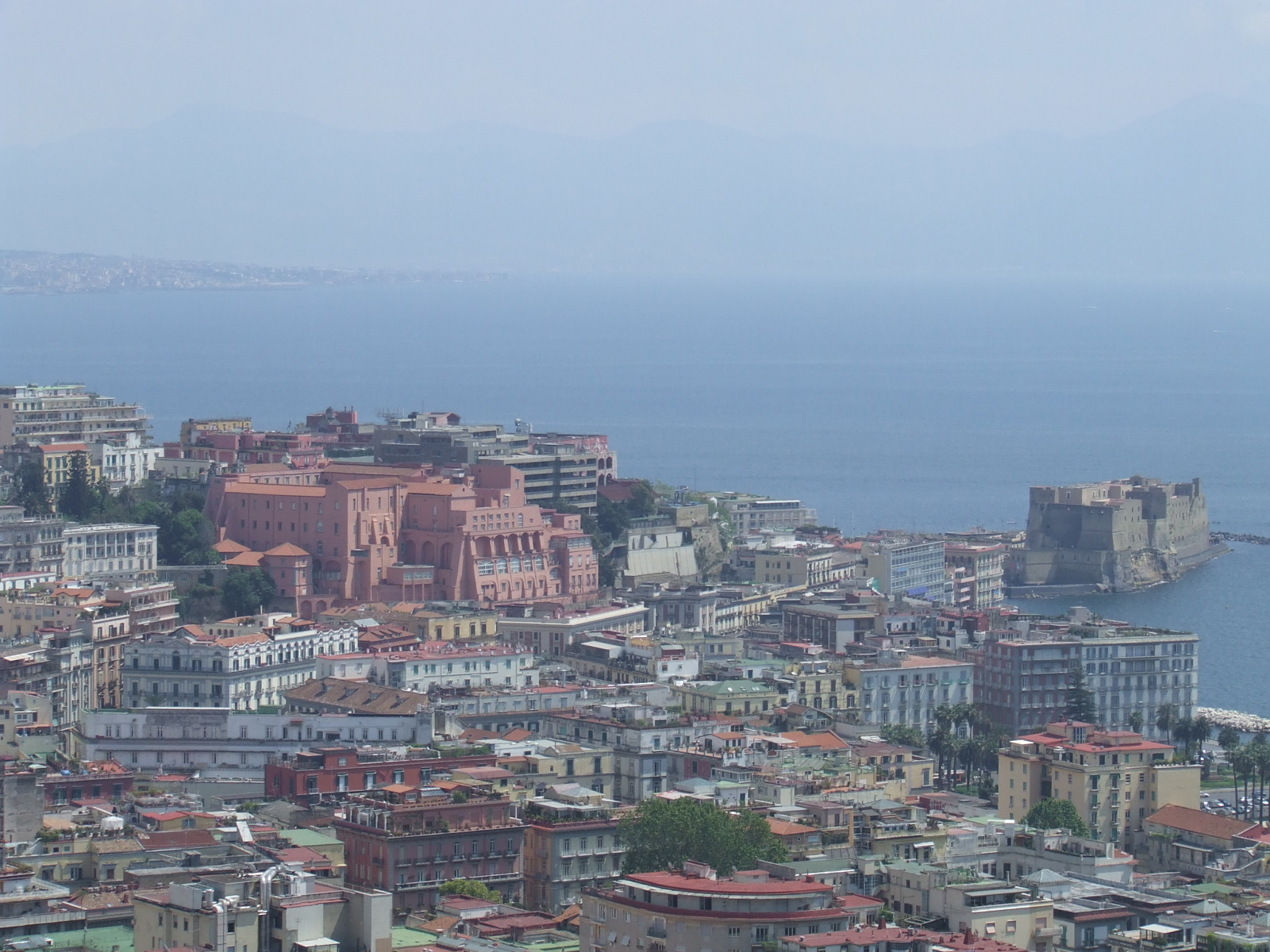
Nunziatella, rood gebouwencomplex links, in het centrum van Napels

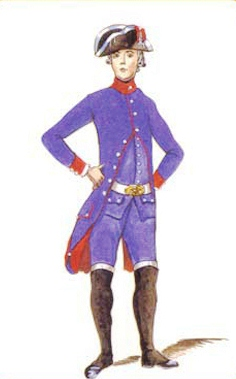
Leerlingenuniform tijdens het Bourbonbewind

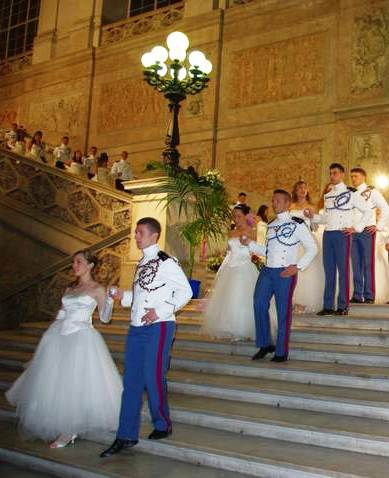
Jaarlijks bal in het koninklijk paleis van Napels

De Militaire School Nunziatella bevindt zich in Napels, Italië. Het monumentale gebouwencomplex is gelegen op de berg Pizzofalcone in de centrale wijk San Ferdinando. 
De oorspronkelijke naam was Koninklijke Militaire School (1787). Koning Ferdinand IV van Napels en Sicilië uit het Huis Bourbon stichtte namelijk de Nunziatella. Sinds de stichting verschaft de school opleiding voor pupillen – in het verleden zelfs vanaf 8-jarige leeftijd –, voor onderofficieren en officieren.

## Historiek

### Koninkrijk Napels
Ferdinand IV besliste om de militaire opleidingen in zijn koninkrijk te groeperen op een plaats. Hij koos voor het leegstaande complex Nunziatella. Dit complex was sinds de 16e eeuw de monumentale kweekschool voor Jezuïeten geweest. Sinds 1773 stond het leeg nadat de Jezuïeten op pauselijk bevel verjaagd waren uit het koninkrijk Napels. De naam Nunziatella verwijst naar de basiliek van de Aankondiging aan Maria, een barokke kerk binnen het complex. De Napolitanen gebruikten de dialectnaam Nunziatella om de kerk te onderscheiden van andere kerken met dezelfde beschermheilige. In 1787 opende de Koninklijke Militaire School haar deuren. Het Bourbon-regime had eminente leraars in Europa gezocht. De school werd op korte tijd een steunpilaar van het Huis Bourbon. Jongens vanaf de leeftijd van 10-15 jaar konden al toetreden tot de school. De basiliek werd de huiskerk van de inwonende militairen.
Nochtans werd de Militaire School gesloten in de woelige jaren 1799 – 1806. Het was de periode van de Parthenopeïsche Republiek, Franse troepen en een eerste terugkeer van Ferdinand IV naar Napels. Van 1806 tot 1815 was er het Frans bestuur eerst met koning Jozef Bonaparte en dan koning Joachim Murat. De Fransen waren van mening dat de militaire school open moest; het werd een militaire polytechnische school naar Frans model.

### Koninkrijk der Beide Siciliën
Het Huis Bourbon had in de jaren na 1815 moeite om de discipline te herstellen in de Militaire School Nunziatella. Een aantal leidinggevende officieren wilden niets weten van de politiek van Restauratie. In de jaren 1820-1821 keerde de rust weer nadat koning Ferdinand een aantal toegevingen in een grondwet neerschreef.
Tijdens het proces van eenmaking van Italië (19e eeuw) viel de Nunziatella uiteen in twee kampen: dezen die het Huis Bourbon steunden stonden tegenover de sympathisanten van Garibaldi’s Roodhemden. Een meerderheid steunde het Huis Bourbon en trok naar Gaeta, het laatste bolwerk van het Koninkrijk der Beide Siciliën. De anderen bleven in Nunziatella; tijdens Garibaldi’s intocht in Napels (1860) hielden ze zich gedeisd.

### Koninkrijk Italië
Het Huis Savoye bestuurde het eengemaakte Italië. De Nunziatella werd een van de grootste militaire academies van het land. Het aantal opleidingen voor militairen werden uitgebreid. Meerdere oud-leerlingen maakten carrière op de Generale Staf in Rome. Prinsen van het Huis Savoye deden militaire dienst in Napels, zoals bijvoorbeeld Victor Emmanuel, de latere koning van Italië. Tijdens het fascistisch regime fungeerde de Nunziatella verder als steunpunt van het regime. In 1937 werd plechtig het 150-jarig bestaan gevierd in aanwezigheid van kroonprins Umberto.
Door de bombardementen tijdens de Tweede Wereldoorlog (1943) verhuisde de Nunziatella tijdelijk naar Benevento.

### Republiek Italië
Na de val van het koningschap (1946) speelde de Nunziatella een prominente rol in het Italiaanse leger. Vanaf 1946 gaf de Nunziatella een nieuw tijdschrift uit, bestemd voor leerlingen en oud-leerlingen. In 1950 ontstond de oud-leerlingenvereniging Associazione Nazionale ex Allievi della Nunziatella. Verder In de 20e eeuw werden meerdere samenwerkingsprotocollen ondertekend. Het ging om afspraken over gebouwen en curricula tussen het ministerie van Defensie, ministerie van Onderwijs en de stad Napels. In 2000 sprak president Ciampi de volgende woorden uit over de Nunziatella: een oord van onderwijs en opleiding voor dappere militairen maar evengoed voor dappere burgers in dienst van het vaderland.

## Enkele bekende oud-leerlingen
- Gabriele Manthoné (1764-1799), generaal en minister van Oorlog in de Parthenopeïsche Republiek (1799)
- Guglielmo Pepe (1783-1855), generaal en anti-Bourbon activist
- Enrico Cosenz (1820-1898), generaal en in 1882 benoemd tot eerste stafchef van het Italiaanse leger
- Gaetano di Belmonte Monroy Ventimiglia (1837-1888), prins van Pandolfina, officier, diplomaat en parlementslid
- Alberto Pollio (1852-1914), generaal, schrijver en stafchef van het Koninklijk Italiaanse leger (1908-1914)
- Filippo Zuccarello (1891-1917), kapitein in het Koninklijk Italiaans Leger, oorlogsheld in de Eerste Wereldoorlog
- Antonio Sorice (1897-1971), generaal en minister van Oorlog tijdens de Tweede Wereldoorlog

- Istituto Centrale per il Catalogo Unico: CFIV038580
- Virtual International Authority File: 261085871